# Granice (gmina miejska Mladenovac)
Granice (cyr. Границе) – wieś w Serbii, w mieście Belgrad, w gminie miejskiej Mladenovac. W 2011 roku liczyła 1483 mieszkańców.